# 錦織敦史
錦織敦史（1978年9月14日—），日本男性动画导演、動畫師、人物設計師。 鳥取縣米子市出身，血型是B型。

## 概要
鳥取縣立米子東高等學校畢業後，經東映動畫研究所入行。於《FLCL》招募動畫師的時候加入了GAINAX，同社所屬的久保田誓是其校友。
一年後製作《超齡細公主》時升任為作畫監督。其後在GAINAX讓動畫師嘗試多個職位的傳統下，在《這醜陋又美麗的世界》中首次兼任本篇分鏡和演出。在《天元突破 紅蓮螺巖》成為人物設計師，於2008年東京國際動畫博覽會得到人物設計的個人獎。2011年跟一些《天元突破 紅蓮螺巖》的班底離開GAINAX
，轉到A-1 Pictures為《THE IDOLM@STER》首次擔當導演。
很享受繪畫原畫的過程，喜歡美少女角色。

## 作品列表[3]

### 電視動畫
- 魔力女管家系列 
  - 魔力女管家（まほろまてぃっく，2001年）原畫、OP原畫
  - 魔力女管家～更美麗的事物～（まほろまてぃっく〜もっと美しいもの〜，2002年-2003年）作畫監督補、原畫
  - 魔力女管家特別篇 我回來了◆歡迎回來（まほろまてぃっく特別編 ただいま◆おかえり，2009年）第二原畫；OP分鏡、演出、作畫監督、原畫
- （2001年）原畫
- 生肖奇緣（フルーツバスケット，2001年）原畫
- 網球王子（テニスの王子様，2001年－2005年）原畫
- 阿倍野橋魔法商店街（アベノ橋魔法☆商店街，2002年）原畫
- 七小花（七人のナナ，2002年）原畫
- 超齡細公主（ぷちぷり*ユーシィ，2002年－2003年）作畫監督
- 十兵衛2 西伯利亞柳生的逆襲（十兵衛ちゃん2，2004年）分鏡
- 這醜陋又美麗的世界（この醜くも美しい世界，2004年）分鏡、作畫監督、原畫；OP分鏡、演出、原畫
- 我的主人（これが私のご主人様，2005年）原畫；OP原畫
- 天元突破紅蓮螺巖（天元突破グレンラガン，2007年）人物設計、作畫監督、原畫、Eyecatch；OP分鏡
- 俗·絕望先生（俗・さよなら絶望先生，2008年）7話B Part分鏡、演出、作畫監督、原畫；7話OP動畫監督
- 屍姬 赫（屍姫 赫，2008年）OP原畫
- TIGER×DRAGON！（とらドラ!，2008年）OP原畫
- 再造人卡辛（キャシャーン Sins，2008年）原畫
- 青花（2009年）OP原畫
- 吊帶襪天使（Panty & Stocking with Garterbelt，2010年） 主要人物設計、分鏡、演出、作畫監督
- THE IDOLM@STER （2011年）監督、人物設計、系列構成（與待田堂子共同擔當）
- DARLING in the FRANXX （2018年）監督、劇本統籌
- 約定的夢幻島 （2019年）OP演出、分镜、原画
- SPY×FAMILY間諜家家酒 （2022年）上半季ED演出、分鏡、原畫

### OVA
- FLCL（フリクリ，2000年-2001年）動畫
- （2004年）原畫、OP原畫、ED動畫製作
- 飛越顛峰2（トップをねらえ2!，2004年-2006年）演出、作畫監督、作畫監督補、原畫
- 吊帶襪天使短篇（Panty&Stocking in Sanitarybox，2011年） 人物設計
- VOY@GER（VOY@GER，2021年） 監督、人物設計

### 劇場版動畫
- 幸運女神（ああっ女神さまっ，2000年）動畫
- 千與千尋（千と千尋の神隠し，2001年）動畫
- 飛越顛峰2 劇場版（トップをねらえ2!劇場版，2006年）演出、作畫監督、原畫
- 劇場版天元突破 紅蓮螺巖 紅蓮篇（劇場版 天元突破グレンラガン 紅蓮篇，2008年）作畫監督、分鏡、Eyecatch
- 福音戰士新劇場版：破（2009年、画炭铅笔、作画監督補佐）
- 偶像大師 劇場版 前往光輝的另一端！（2014年）總導演、總作畫監督、編劇、角色設計
- 你的名字（2016年）OP原畫
- 知道天空有多蓝的人啊（2019年）原画
- 福音战士新剧场版：终（2020年）总作画监督

### 遊戲
- 重生傳奇（テイルズ オブ リバース，2004年）動畫部分原畫
- 深淵傳奇（テイルズ オブ ジ アビス，2005年）OP動畫部分原畫